# Genki Miyachi
Genki Miyachi (宮地 元貴 Miyachi Genki?, Gotenba, Shizuoka, 17 de abril de 1994) es un futbolista japonés que juega como defensa.

## Trayectoria

### Clubes
| Club                       | País           | Año       |
| -------------------------- | -------------- | --------- |
| Nagoya Grampus             | Japón          | 2017      |
| Matsumoto Yamaga F. C.     | Japón          | 2017-2019 |
| Azul Claro Numazu (cedido) | Japón          | 2018      |
| Chattanooga F. C.          | Estados Unidos | 2019      |